# Жеравна
Жеравна (буг. Жеравна) село је у југоисточној Бугарској, општина Котел, Сливенска област. Жеравна је постављена на листу од стотину националних туристичких локалитета Бугарске.

## Географија
Село се налази 14 км јужно од Котела, на падинама источне Старе планине, око 70 км од града Сливена, на надморској висини од 640 m. Село Жеравна је проглашено архитектонским и историјским резерватом и представља својеврсни музеј на отвореном. Скоро све од преко 200 кућа у селу, у којем живи око 400 становника, су споменици културе из периода бугарског националног препорода. Међу најимпресивнијим знаменитостима Жеравне су родна кућа чувеног бугарског писца Јордана Јовкова, куће-музеј Саве Филаретова, Руса Чорбаџије, Тодора Икономова, метох манастира Хиландара, у коме је преписана позната словенска бугарска историја.
У околини око Жеравне расте углавном листопадна шума. Минимална температура је у јануару око -10 °C, максимална температура у јулу је око 32 °C.

## Историја
У месту се традиционално одржава фестивал фолклорних народних ношњи који плени својим јединственим садржајима, песмом, представљањем старих заната и добро очуваним живописним наслеђем. Постоје квалитетни објекти за смештај који испуњавају све критеријуме, капацитете, очекивања и захтеве посетилаца, омогућавајући им изузетно занимљиве активности и садржаје током боравка.
У Жеравни се налази и данас познати Хиландарски метох са црквом посвећеном Пресветој Богородици. Овај метох је од 18. века у служби хиландарских монаха, који су у њој свраћали, одмарали се и основали школу у којој су обучавали околно становништво. У овом метоху настао је и други препис Пајсијеве славјанскоблгарске историје. У овом метоху су дуго монаси и учитељи подучавали становништво аритметику, грчки језик, бугарски језик, историју и географију.
Данас је метох неактиван, а на њему се налази црква Светог Николе и пар старих кућа.

## Становништво
По проценама из 2011. године, Жеравна је имала 413 становника. Већина становништва су етнички Бугари. Последњих деценија број становника у насељу опада.
Претежна вероисповест месног становништва је православље.

## Галерија слика
- Улица у Жеравни
- Храм Св. Николе
- Кућа−музеј Јордана Јовкова
- Поглед на село